# 金安平
金安平（英語：Annping Chin，1950年—），生於台灣臺南市（省轄市），史學家金毓黻的孫女。美国華裔歷史學家，其夫史景遷亦爲美国歷史學家。

## 生平
1950年，金安平出生于中華民國臺灣省臺南市的外省家庭。1962年（12歲）时，她又随家人移居美國維吉尼亞州里士满。
金安平曾就读于密歇根州立大学数学专业，于1972年获理学学士学位；1984年获得紐約哥伦比亚大学博士学位，研究专业为中国思想（Chinese Thought）。
她是衛斯連大學教师，也在耶鲁大学历史学系讲课。
金安平在哥倫比亞大學东亚研究所攻读博士学位时，從歷史學家房兆楹學習。她与史景遷在房兆楹的葬禮上相识，後來两人結婚。

## 著作
- Children of China: Voices from Recent Years (Knopf, 1989)
- Tai Chen on Mencius (Yale University Press, 1990)
- Four Sisters of Hofei (Scribner, 2002)；中文版：《合肥四姐妹》，金安平著，鄭至慧译。时报出版，2005年出版。 ISBN 9571343579
- Chinese Century: A Photographic History of the Last Hundred Years (Random House, 1996)，co-authered with Jonathan D. Spence.